# Hendea maitaia
Hendea maitaia är en spindeldjursart som beskrevs av Forster 1954. Hendea maitaia ingår i släktet Hendea och familjen Triaenonychidae. Inga underarter finns listade i Catalogue of Life.